# Algorytm magicznych piątek
Algorytm magicznych piątek, algorytm Bluma-Floyda-Pratta-Rivesta-Tarjana (ang. median of medians) – algorytm rozwiązujący problem selekcji, czyli znalezienia {\displaystyle k}-tej co do wielkości spośród {\displaystyle n} liczb. Zaproponowali go Blum, Floyd, Pratt, Rivest i Tarjan w roku 1973. Jest on oparty na prostszym algorytmie rozwiązującym ten sam problem, algorytmie Hoare’a.

## Idea algorytmu
Załóżmy, że dany jest zbiór {\displaystyle n} liczb {\displaystyle A,} szukamy w nim {\displaystyle k}-tej liczby co do wielkości. Pomysł polega na ulepszeniu algorytmu Hoare’a, mianowicie na dokonaniu podziału względem sensownego elementu i to tym razem na trzy zbiory, mniejszych, równych oraz większych od wybranej liczby. Przypomnijmy, że algorytm Hoare’a polega na wybraniu losowego elementu, dokonaniu podziału zbioru {\displaystyle A} na elementy mniejsze lub równe od niego oraz na elementy większe od niego, a następnie rekurencyjne wywołanie algorytmu dla odpowiedniego z tych dwóch zbiorów. Idea algorytmu magicznych piątek polega na tym, żeby znaleźć w zbiorze {\displaystyle A} taki element, który zapewni podział na stosunkowo równe zbiory elementów mniejszych {\displaystyle A_{<}} i większych {\displaystyle A_{>}.}

## Algorytm
Algorytm jest rekurencyjny. Dzielimy zbiór {\displaystyle A} na piątki liczb (ewentualnie ostatnia piątka jest niepełna) i spośród każdej piątki wybieramy medianę. Oznaczmy zbiór tych median przez {\displaystyle A_{5}.} Następnie wywołujemy rekurencyjnie algorytm magicznych piątek dla pary {\displaystyle \langle A_{5},\lfloor {\frac {|A_{5}|}{2}}\rfloor \rangle ,} czyli innymi słowy szukamy w zbiorze {\displaystyle A_{5}} mediany, niech wynikiem będzie liczba {\displaystyle m_{5}.}
Liczba {\displaystyle m_{5}} jest dobrym elementem do wykonania podziału. Zauważmy, że w zbiorze {\displaystyle A,} w każdej z piątek, której reprezentant okazał się mniejszy lub równy od {\displaystyle m_{5}}, przynajmniej połowa (a w większości przypadków trzy piąte) elementów jest nie większa od {\displaystyle m_{5}.} Zatem przynajmniej jedna czwarta liczb ze zbioru {\displaystyle A} jest nie większa od {\displaystyle m_{5},} analogicznie można uzasadnić, że przynajmniej jedna czwarta jest nie mniejsza.
Dokonujemy zatem podziału zbioru {\displaystyle A} na liczby mniejsze od {\displaystyle m_{5}} (zbiór {\displaystyle A_{<}}), równe {\displaystyle m_{5}} (zbiór {\displaystyle A_{=}}) oraz większe od niej (zbiór {\displaystyle A_{>}}). Jeśli {\displaystyle k\leqslant |A_{<}|}, to wywołujemy rekurencyjnie algorytm magicznych piątek dla pary {\displaystyle \langle A_{<},k\rangle .} W przeciwnym wypadku jeśli {\displaystyle k\leqslant |A_{<}|+|A_{=}|}, to zwracamy {\displaystyle m_{5}} jako {\displaystyle k}-tą liczbę, a jeśli nie, to wywołujemy rekurencyjnie algorytm dla pary {\displaystyle \langle A_{>},k-|A_{<}|-|A_{=}|\rangle .}

## Analiza złożoności
Niech {\displaystyle T(n)} oznacza złożoność czasową algorytmu. Zauważmy, że wykonanie algorytmu składa się z trzech kroków
- znajdowania median piątek, wykonywanego w czasie {\displaystyle \Theta (n),}
- wybierania (rekurencyjnie) mediany zbioru {\displaystyle A_{5},} wykonywanego w czasie {\displaystyle T\left({\frac {n}{5}}\right),}
- wykonania wywołania rekurencyjnego, wykonywanego co najwyżej w czasie {\displaystyle T(\max(|A_{<}|,|A_{>}|)).}

Jak wcześniej zauważyliśmy {\displaystyle \max(|A_{<}|,|A_{>}|)\leqslant {\frac {3n}{4}},} zatem szacując czas wykonania całego algorytmu przez sumę maksymalnych czasów wykonań kroków, dostajemy nierówność
{\displaystyle T(n)\leqslant \Theta (n)+T\left({\frac {n}{5}}\right)+T\left({\frac {3n}{4}}\right).}
Stosując standardowe metody rozwiązywania nierówności asymptotycznych (kluczowe jest, że {\displaystyle {\frac {1}{5}}+{\frac {3}{4}}={\frac {19}{20}}<1}) dostajemy, że algorytm magicznych piątek nawet pesymistycznie jest liniowy.